# منطقه هفتم سنای میشیگان
منطقه هفتم سنای میشیگان یکی از ۳۸ ناحیه در سنای میشیگان است، که از سال ۲۰۲۳ از طرف جرمی ماس جانشین داینا پولهانکی نمایندگی گردیده شده. 

## جغرافیا
منطقه هفتم سنای میشیگان، بخش هایی از شهرستان های اوکلند و وین را شامل می شود.

### طرح تقسیم بندی ۲۰۱۱
منطقه هفتم، همانطور که از طرف برنامه تقسیم بندی ۲۰۱۱ تحمیل گردیده شده، بخش غربی دیترویت در شهرستان وین، همچون لیوونیا ، نورث ویل، شهرستان و شهرک پلیموث، کانتون ایالات متحده، و واین را احاطه می نمود.